# 조태구
조태구(趙泰耉, 1660년 ~ 1723년)은 조선 후기의 문신이다. 숙종 말~경종 3년까지의 소론 온건파(완론) 당수이자 경종의 최고 충신으로, 영조 때 종제인 조태억과 더불어 소론 5흉신으로 규정되었다. 숙종 때의 좌의정 조사석(소론)의 아들이다. 자는 덕수(德叟), 호는 소헌(素軒)ㆍ하곡(霞谷)이며 본관은 양주이다. 시호는 문정(文貞)이다.

## 생애
1683년(숙종 9)에 생원시에 입격하고 1686년(숙종 12) 별시(別試) 병과(丙科)에 급제하여 관직에 나아갔다. 
1691년 예문관 검열로 있던 중, 기사환국에 대한 반감을 공공연히 드러내며 왕세자 책봉식에 불참하여 결국 숙종의 격노를 얻은 아버지 조사석이 남인의 탄핵 아래 노론 김석주(조사석의 5촌 종질)와 더불어 무고한 남인을 해쳤다는 죄명으로 유배된 후 그 역시 연좌제로 파직되어 사천(史薦)에서 삭제되었다. 갑술환국 후 조사석이 신원되면서 그 역시 복관되어 사헌부 지평, 이조좌랑, 이조정랑, 교리, 헌납, 수찬, 사간, 승지, 이조참의, 형조참의, 충청도관찰사, 대사간, 대사성, 부제학, 평안도관찰사, 도승지 등을 지냈다. 
이후 공조참판, 대사성을 거쳐 이조참판, 지의금부사, 한성부판윤으로 승진해 1710년에는 동지사로 청나라에 다녀왔는데 돌아오는 길에 표문(表文)·자문(咨文)을 넣어 둔 궤짝을 잃어버린 죄로 파직되었다. 이후 한성부판윤, 예조판서, 이조판서로 의약청제조를 겸하고 공조판서, 호조판서를 하며 지경연사를 하다가 병조판서, 판의금부사, 예조판서, 호조판서, 형조판서, 우참찬, 좌참찬을 거쳐 다시 형조판서가 되고 한성부판윤, 호조판서, 수어사를 거쳐 공조판서, 호조판서, 좌참찬, 형조판서, 도총관을 거쳐 경종 때 한성부판윤, 지돈녕부사, 지춘추관사를 거쳐 이조판서로 승진, 공조판서와 호조판서를 거쳐 우의정이 되었다. 
경종 1년 왕세제 대리청정을 환수시켰으며, 신임옥사로 경종의 하야를 꾀해왔던 민진원과 노론 4대신(이이명·이관명·김창집·조태채)을 숙청하고 노론을 실각시켰으나, 소론 과격파(준론)인 김일경 중심의 과격 숙청에는 반대하였으며, 경종을 설득하여 왕세제인 영조를 구명하고 왕세제 지위 역시 유지 시켰다. 이후 영의정을 지냈다. 영조 즉위 후 신임사화의 원흉으로 지목되어 대역죄가 물어져 관작이 추탈됐다. 순종 때 신원되었다.

## 가족 관계
- 증조부 : 조존성(趙存性)
  - 할아버지 : 조계원(趙啓遠)
    - 아버지 : 조사석(趙師錫)
    - 어머니 : 권후의 딸
    - 중부 : 조희석(趙禧錫)
      - 종형 : 조태휘(趙泰彙) - 민진후(인현왕후의 큰오빠)의 사돈
      - 종형 : 조태채(趙泰采) - 노론 4대신

    - 숙부 : 조가석(趙嘉錫)
      - 종제 : 조태억(趙泰億) - 경종 3년~영조 4년 소론 온건파 당수

    - 부인 : 연안 이씨 이유상의 딸
    - 부인 : 전주 이씨 이관성의 딸